# Caprice à l'italienne
Pour plus de détails, voir Fiche technique et Distribution.
Caprice à l'italienne (titre original : Capriccio all'italiana) est un film à sketches italien réalisé par Mario Monicelli, Pier Paolo Pasolini, Mauro Bolognini, Steno, Pino Zac et Franco Rossi, sorti en 1968.

## Sketches
Le film est composé de six sketches, chacun par un réalisateur différent :

### La bambinaia
Titre français : La Gouvernante, sketch réalisé par Mario Monicelli
Une nounou, ne voulant pas que les enfants dont elle a la charge lisent les bandes dessinées de Satanik, Diabolik et Kriminal, leur raconte les contes de fées classiques de Charles Perrault, mais ces contes les font pleurer et les terrifient.

### Il mostro della domenica
Titre français : Le Monstre du dimanche, sketch réalisé par Steno
« Quel crime a commis ce type ? » « Commissaire, je vais vous le dire : exercice abusif de la profession de barbier », répond Totò, arrêté pour avoir rasé des jeunes aux cheveux longs.
Un vieux monsieur, qui a l'habitude d'aller chez le barbier deux fois par semaine, déteste la mode des jeunes hommes aux cheveux longs, et réussit par tous les moyens et sous tous les déguisements (prêtre, prostituée, gitan, garçon) à les attirer chez lui et à les raser aux ciseaux et à la machine. Les malheureux, honteux de leur calvitie, se cachent dans un hangar. Le vieil homme est finalement découvert et arrêté par la police, mais le commissaire le relâche en échange d'une petite faveur (une coupe de cheveux pour son fils) que le vieil homme lui accordera volontiers.

### Perchè?
Titre français : Pourquoi ?, sketch réalisé par Mauro Bolognini
Une femme et un homme sont dans une voiture. Elle l'incite à rouler de plus en plus vite et à couper la route aux autres voitures. La collision avec une autre voiture est inévitable et, devant les remontrances de l'autre conducteur, elle incite son petit ami à le frapper avec une clé à molette. L'épisode se termine par le gros plan d'un titre de journal relatant le meurtre du conducteur indiscipliné : « La petite amie se demande pourquoi » (l'ironie de l'incitation de la femme à utiliser la clé à molette est évidente).

### Che cosa sono le nuvole?
Titre français : Que sont les nuages, sketch réalisé par Pier Paolo Pasolini, assisté de Sergio Citti
Iago : Que ressens-tu à l'intérieur ? Concentre-toi bien. Que ressens-tu ?

Othello : Oui, oui, je sens quelque chose là !

Iago : C'est la vérité. Mais, chut ! Tu ne dois pas le nommer, car dès que tu le nomme, il disparaît.
L'histoire est une réinterprétation d'Othello, jouée par un groupe de marionnettes (Totò, Franco et Ciccio, Ninetto Davoli, Laura Betti et Adriana Asti), qui jouent sur scène des rôles shakespeariens mais qui, en réalité, dans les coulisses, se posent des questions sur le pourquoi de leurs actes et montrent un caractère très différent de celui qu'ils ont sur scène. Cependant, la pièce est brusquement interrompue par le public qui, au moment le plus dramatique, le meurtre de Desdémone par Othello, fait irruption sur scène et, désapprouvant le comportement d'Othello et de Iago, les met en pièces, tout en menant Cassio en triomphe comme un héros. Les deux marionnettes, désormais inutilisables, sont jetées aux ordures et ramassées par l'éboueur qui, en chantant Cosa sono le nuvole, les jette dans une décharge ; là, les deux marionnettes restent enchantées en regardant les nuages et, sans pouvoir comprendre ce qu'elles sont, contemplent la « beauté déchirante et merveilleuse de la création ». C'est de cette scène finale que le court métrage tire son titre.

### Viaggio di lavoro
Titre français : Voyage en Afrique, sketch réalisé par Pino Zac et Franco Rossi
Il s'agit d'un mélange de dessins animés et d'acteurs en chair et en os : une reine visite un pays africain mais se trompe de discours, en prononçant un discours destiné à un autre pays, et court le risque de se faire lyncher.

### La gelosa
Titre français : La Femme jalouse, sketch réalisé par Mauro Bolognini
Silvana croit que son mari Paolo la trompe et le suit, découvrant que l'homme lui est fidèle et qu'il s'est habillé avec soin, prenant même soin de ses sous-vêtements, juste pour un rendez-vous chez le tailleur.

## Fiche technique
- Titre français : Caprice à l'italienne[2]
- Titre original italien : Capriccio all'italiana[3]
- Réalisation : Mario Monicelli (La bambinaia), Pier Paolo Pasolini (Che cosa sono le nuvole?), Mauro Bolognini (Perché? / La gelosa), Steno (Il mostro della domenica), Pino Zac (Viaggio di lavoro)
- Scénario : Age-Scarpelli (La bambinaia / Perché? / Viaggio di lavoro), Bernardino Zapponi, Roberto Gianviti (it), Steno (Il mostro della domenica), Pier Paolo Pasolini (Che cosa sono le nuvole?), Cesare Zavattini (La gelosa)
- Photographie : Giuseppe Rotunno (La bambinaia / Perché? / Viaggio di lavoro), Silvano Ippoliti (it) (Il mostro della domenica / La gelosa), Tonino Delli Colli (Che cosa sono le nuvole?)
- Montage : Adriana Novelli (it) (La bambinaia / Il mostro della domenica), Nino Baragli (Perché? / Che cosa sono le nuvole? / La gelosa), Giorgio Serralonga (Viaggio di lavoro)
- Musique : Marcello Giombini (La bambinaia), Ricky Gianco, Gianni Sanjust (Il mostro della domenica), Piero Piccioni (Perché?), Domenico Modugno (Che cosa sono le nuvole?), Sergio Battistelli (Viaggio di lavoro), Carlo Savina (La gelosa)
- Décors : Mario Scisci (Il mostro della domenica), Mario Garbuglia (Che cosa sono le nuvole?), Emilio Carcano (La gelosa)
- Production : Dino De Laurentiis
- Société de production : Dino De Laurentiis Cinematografica
- Pays de production :  Italie
- Langue originale : italien
- Format : couleurs - 1,85:1
- Genre : comédie à l'italienne à sketches
- Durée : 95 minutes
- Dates de sortie : 
  - Italie : 13 avril 1968
  - France : 16 mai 1982

## Distribution
- Silvana Mangano : nounou (ép. La Bambinaia) / femme du chauffeur (ép. Perché) / reine (ép. Viaggio di lavoro)
- Renzo Marignano (it) (sous le nom d'« Enzo Marignani ») : chauffeur (ép. Perché)/Prince consort (ép. Viaggio di lavoro)
- Ugo D'Alessio : commissaire (ép. Il mostro della domenica)
- Dante Maggio : brigadier (ép. Il mostro della domenica)
- Stefano D'Orazio : garçon avec un pull jaune et bleu allongé sur le sol (ép. Il mostro della domenica)
- Franco Franchi : Cassio (ép. Che cosa sono le nuvole?)
- Totò : vieil homme (ép. Il mostro della domenica)/Iago (ép. Che cosa sono le nuvole?)
- Ciccio Ingrassia : Roderigo (ép. Che cosa sono le nuvole?)
- Domenico Modugno : monnezzaro (ép. Che cosa sono le nuvole?)
- Ninetto Davoli : Otello (ép. Che cosa sono le nuvole?)
- Carlo Pisacane : Brabanzio (ép. Che cosa sono le nuvole?)
- Laura Betti : Desdemona (ép. Che cosa sono le nuvole?)
- Adriana Asti : Bianca (ép. Che cosa sono le nuvole?)
- Mario Cipriani : marionnette (ép. Che cosa sono le nuvole?)
- Francesco Leonetti : marionnettiste (ép. Che cosa sono le nuvole?)
- Walter Chiari : Paolo (ép. La gelosa)
- Ira von Fürstenberg : Silvana (ép. La gelosa)
- Carlo De Mejo : garçon

## Autour du film
Le troisième épisode, celui de Pasolini, constitue la dernière apparition de Totò à l'écran. Comme il est mort le 15 avril 1967, il n'a jamais pu voir le film.
Le premier épisode le met également en scène, en réactionnaire se vengeant des jeunes à cheveux longs typiques de l'époque, tandis que le troisième exploite une représentation d'Othello en marionnettes pour délivrer un message poétique sur le sens de la vie ; apparaissent entre autres dans ce sketch Laura Betti et Ninetto Davoli, acteurs fétiches de Pasolini.
Les deuxième, quatrième et cinquième épisodes prennent pour interprète récurrente Silvana Mangano, incarnant tour à tour une épouse horripilante, une femme d'État distraite et une inconsciente qui terrorise les enfants.
Mauro Bolognini clôt le film avec son second sketch, axé sur le comportement d'une jalouse maladive.